# 1184년

## 연호
- 남송(南宋) 순희(淳熙) 11년
- 금(金) 대정(大定) 24년
- 일본(日本) 주에이(寿永) 3년 / 겐랴쿠(元暦) 원년
- 서하(西夏) 건우(乾祐) 15년
- 리 왕조(李朝) 찐푸(貞符) 9년

## 기년
- 남송(南宋) 효종(孝宗) 22년
- 금(金) 세종(世宗) 24년
- 고려(高麗) 명종(明宗) 14년
- 서하(西夏) 인종(仁宗) 45년
- 리 왕조(李朝) 고종(高宗) 9년

## 사망
- 고려(高麗)의 후궁(後宮) 숙비 최씨(淑妃 崔氏)